# Halticini
Halticini (лат.) — триба полужесткокрылых из семейства слепняков (Miridae) подсемейства Orthotylinae.

## Описание
Как правило, тело широкое тёмноокрашенное, иногда со светлыми контрастными пятнами. Реже тело может быть светло-коричневым, желтовато-коричневым или зелёным. Некоторые виды могут быть похожи на муравьёв. Щеки высокие их высота равна или больше высоты глаз. Переднеспинка гладкая и блестящая. Ноги прыгательные. Строение крыльев изменчиво. Иногда крылья редуцированы.

## Экология
По типу питания все представители трибы фитофаги, большинство питаются травянистыми растениями.

## Классификация
Триба была выделена Акиле Костой в 1853 году. Американский энтомолог Рэндалл Тобиас Шу предложил разделить трибу на три подтрибы Myrmecophyaria, Halticaria и Laboparia. В состав трибы включают 25 родов.
- Acratheus Distant, 1910
- Anapus Stål, 1858
- Barbarosia Kiyak, 1995
- Chorosomella Horváth, 1906
- Compositocoris Schwartz, Schuh & Tatarnic, 2008
- Dampierella Tatarnic, 2009
- Dasyscytus Fieber, 1864
- Dicyphopsis Poppius, 1914
- Dimorphocoris Reuter, 1890
- Ectmetopterus Reuter, 1906
- Euryopicoris Reuter, 1875
- Goodeniaphila Tatarnic, 2009
- Halticus Hahn, 1833
- Labops Burmeister, 1835
- Microtechnites Berg, 1883
- Myrmecophyes Fieber, 1870
- Nanniella Reuter, 1904
- Namaquacapsus Schuh, 1974
- Orthocephalus Fieber, 1858
- Pachytomella Costa, 1890
- Piezocranum Horváth, 1877
- Plagiotylus Scott, 1874
- Schoenocoris Reuter, 1890
- Scirtetellus Reuter, 1890
- Strongylocoris Blanchard, 1840

## Распространение
Встречаются преимущественно в Палеарктике. Центрами видового богатства являются область Средиземноморья, Восточная Европа и Северная Азия (включая Монголию и азиатскую часть России).